# Підсвиння (заказник)
Підсвиння — лісовий заказник місцевого значення. Об'єкт розташований на території Любомльського району Волинської області, ДП «Любомльське ЛМГ», Чорноплеське лісництво, квартал 17, виділ 15, у долині річки Став поблизу с. Скрипиця.
Площа — 21 га, статус отриманий у 1993 році. 
Охороняється ділянка соснового лісу віком понад 90 років, де зростають плодоріжка блощична (Anacanptis coriophorai) та лілія лісова (Lilium martagon), занесені в Червону книгу України.